# Premier de cordée (film)
Pour les articles homonymes, voir Premier de cordée.
Pour plus de détails, voir Fiche technique et Distribution.
Premier de cordée est un film français réalisé par Louis Daquin, sorti en 1944, adapté du roman éponyme de Roger Frison-Roche.

## Synopsis
Pierre Servettaz est un jeune aspirant guide. Alors qu’il fait une sortie en montagne, il apprend que son père est mort foudroyé dans une falaise. Pierre fait tout pour récupérer le corps resté là-haut, en prenant des risques parfois inconsidérés. Il fait une chute importante mais n'est que légèrement blessé. Malgré le vertige, il repart avec la personne qui accompagnait son père au moment de sa mort et qui lui avait eu les pieds gelés.

## Fiche technique
- Titre : Premier de cordée
- Réalisateur : Louis Daquin, assisté de Guy Decomble
- Scénario : Jacqueline Jacoupy[1], Paul Leclerc, d'après le roman éponyme de Roger Frison-Roche, Premier de cordée
- Dialogue : Alexandre Arnoux
- Photographie : Philippe Agostini
- Décors : Lucien Aguettand
- Son : Pierre-Louis Calvet
- Musique : Henri Sauguet
- Montage : Suzanne de Troye
- Société de production : Pathé Cinéma
- Directeur de production : Louis Wipf
- Tournage : été 1943, massif du Mont-Blanc
- Pays d'origine :  France
- Genre : Drame
- Durée : 106 minutes
- Date de sortie : 23 février 1944

## Distribution
- André Le Gall : Pierre Servettaz
- Irène Corday : Aline Lourtier
- Maurice Baquet : Boule
- Jacques Dufilho : Fernand Lourtier
- Jean Davy : Hubert de Vallon
- Lucien Blondeau : Jean Servettaz
- Marcel Delaitre : Ravanat
- Mona Dol : Marie Servettaz
- Andrée Clément : Suzanne Servettaz
- Roger Blin : Paul Mouny
- Tosca de Lac : l'acrobate
- Albert Duvaleix : l'oncle Dechosalet
- Richard Francœur : le dîneur
- Louis Seigner : le docteur
- Eugène Chevalier : un guide
- Guy Decomble : Warfield
- Madhyanah Foy
- Jérôme Goulven : Napoléon
- Fernand René
- Jean-Marc Thibault
- Geymond Vital
- Yves Furet : Georges à la Clarisse

## Autour du film
- Bien que non crédités, Roger Frison-Roche a travaillé à la réalisation de ce film comme assistant technique, de même que le réalisateur et alpiniste Georges Tairraz comme photographe en second.
- Roger Frison-Roche a découvert le film caché dans la cabine du projectionniste, alors qu'il avait rejoint la résistance[2]
- À la suite d'un accident, le rôle de Pierre Servettaz, d'abord destiné à Roger Pigaut, dut être réattribué à André Le Gall.
- D'après le docteur Roux, neveu de Louis Daquin, qui assista au tournage de ces séquences dans un studio parisien alors qu'il était enfant, le film, bien que crédité comme réalisé sans aucun trucage, eut tout de même quelques raccords en studio, en ce qui concerne la scène de l'orage, où le guide principal est foudroyé[réf. nécessaire].
- Alain Pol réalise un court-métrage de 20 minutes sur le tournage du film, nommé Autour d'un film de montagne[3].

## Lieux de tournage
- Chamonix
- Massif du Mont-Blanc